# Smyrna blomfildia
Smyrna blomfildia é uma borboleta neotropical da família Nymphalidae, encontrada do sul dos Estados Unidos (Texas) e do México até o Brasil. Possui duas subespécies: Smyrna blomfildia blomfildia (Fabricius, 1781); Smyrna blomfildia datis (Fruhstorfer, 1908). Possui, vista por cima, coloração laranja puxada para o abóbora e uma região negra na metade das asas anteriores, contendo três marcações brancas. Uma faixa mais amarelada pode separar as duas áreas em laranja e negro. Em vista inferior, apresenta padrão disruptivo em mosaico, com a presença de quatro ocelos em destaque (um deles de coloração negra). Apresentam leve dimorfismo sexual e atingem de 7,6 a 9 centímetros de envergadura.

## Hábitos
Habitam floresta primária e secundária em altitudes entre zero e 1.200 metros, sendo mais fáceis de se encontrar adultos em florestas e em pomares onde possam encontrar frutos fermentados para seu sustento. Machos são encontrados com frequência em agregações de uma dúzia ou mais, absorvendo a umidade mineralizada de saliências rochosas, paredões de pedra ou ramos de árvore. Ocorrem em ambiente de cerrado. Lagartas encontradas em Urera baccifera (Urticaceae).

## Camuflagem
O padrão, em vista inferior, das asas de S. blomfildia, em ambas as subespécies, apresenta camuflagem de tipo disruptivo.[carece de fontes?] Este padrão de listras e manchas fragmenta visualmente a forma da asa para seus predadores. Outra característica é um desenho de cabeça falsa, com desenho de ocelos e uma espécie de bico no final das asas.

## Lagarta e crisálida
A lagarta de S. blomfildia também apresenta um padrão de camuflagem, possuindo espinhos ramificados não urticantes, coloração verde clara e manchas marmoreadas em tom enegrecido; apresentando pontuações de coloração similar na sua lateral.  Possuem cabeça avermelhada com chifres, dotados de pequenos espinhos em sua extensão, que terminam abruptamente. Crisálida de coloração castanha.